# كاميني كوشال
ممثلة ومنتجة أفلام هندية من مواليد 16 جانوري 1927 تعمل في بوليود من 1947 إلى الآن اشتهرت في خمسينات القرن العشرين إلى جانب مينا كوماري ومادهوبالا ونرجس حصلت على جائزة فيلم فير لأفضل ممثلة سنة 1957 والجائزة الوطنية بادما شري مثل في 96 فيلم اخر أفلامها واشهرها هو فيلم تشناي اكسبرس
عملت مع شاه روخ خان ودبيكا بادكون وو راني موخرجي وابهشك باتشن وجايا باتشن وماهي جيل واجي ديف جان وسونالي باندرا وسلمان خان وبرتي زنتا ونصر الدين شاه وسعيد جعفري واشوك كومار وشاتروجان سينها وشبانة عزمي وجيتندرا وريخا وريكش روشان وشاشي كابور وارونا إيراني وبران وساجيف كومار وفينود ميهرا وهيما ماليني

## وصلات خارجية
- كاميني كوشال على موقع IMDb (الإنجليزية)
- كاميني كوشال على موقع قاعدة بيانات الفيلم (الإنجليزية)